# Divine
Harris Glenn Milstead (Baltimore, 19 de outubro de 1945 – Los Angeles, 7 de março de 1988) foi um ator, performer e cantor norte-americano, mais conhecido pela personagem-atriz Divine.

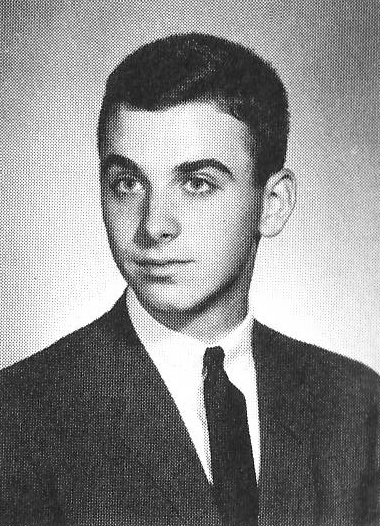
Harris aos 17 anos

## Biografia
Nasceu em Maryland, no seio de uma família de classe média, tendo mais tarde aderido ao movimento contracultura dos anos 60. Trabalhou juntamente com o cineasta John Waters, atuando em diversos dos seus projetos, Dreamlanders , um dos primeiros filmes de Waters, mas também Mondo Trasho (1969), Multiple Maniacs (1970), Pink Flamingos (1972) e Female Trouble (1974). Os filmes tornaram-se clássicos de culto, com Divine tornando-se particularmente conhecida por interpretar o papel de "Babs Johnson", a "pessoa mais sórdida do mundo", em Pink Flamingos. Na década de 70, mudou o foco para o teatro, primeiro aparecendo com a Cockettes antes de atuar em Women Behind Bars e em Mulher Neon. Continuando o trabalho cinematográfico, atuou em Polyester (1981), Lust in the Dust (1985) e Hairspray (1988). Em 1981, Divine embarcou numa carreira disco, produzindo faixas Hi-NRG, a maioria das quais escritas por Bobby Orlando, atingindo sucesso fonográfico mundial com sucessos como "You Think You're A Man", "I'm So Beautiful" e "Walk Like a Man".

## Morte
Harris morreu em Los Angeles, Califórnia, de cardiomegalia em 7 de março de 1988. Desde sua morte, Divine manteve-se uma figura de culto, especialmente dentro da comunidade LGBT, fornecendo inspiração para personagens de ficção - entre elas, a vilã Ursula, do filme de animação A Pequena Sereia (1989), da Disney) -, de arte e músicas. Vários livros e documentários dedicados à sua vida foram também produzidos, incluindo Divine Trash (1998) e I Am Divine (2013).